# Charles Laeser

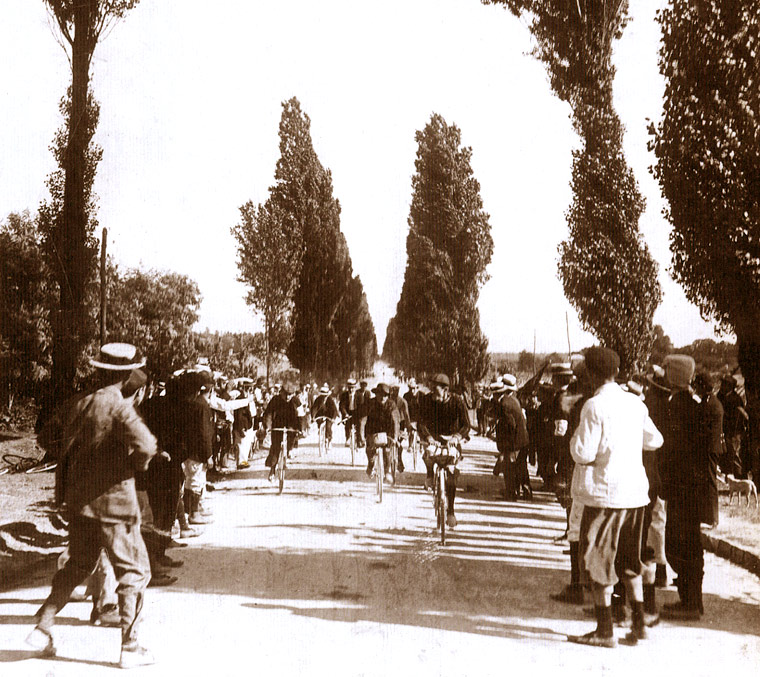
Charles Laeser bei seinem Sieg der vierten Etappe der Tour de France 1903

Charles Laeser (* 12. September 1879 in Genf; † 28. Juli oder 29. Juli 1959 ebenda) war ein Schweizer Radrennfahrer. Er gewann als erster Nicht-Franzose die vierte Etappe der ersten Tour de France 1903.

## Sportliche Laufbahn
1903 wurde Laeser Schweizer Meister im Steherrennen. An der ersten Austragung der Tour de France 1903 gewann Laeser die vierte Etappe, nachdem er die dritte Etappe nicht beendet hatte. Ein Start in der vierten Etappe war regeltechnisch möglich, allerdings wurde Laeser aus der Gesamtwertung gestrichen und musste eine Stunde nach den Fahrern starten, die um den Gesamtsieg kämpften. 1904 nahm er nochmals an der Tour de France teil, beendete aber keine einzige Etappe.